# نوپسرها تالیانا
نوپسرها تالیانا یک گونه سوسک از خانوادهٔ سوسک‌های شاخک‌دراز است. موریس پیک در سال ۱۹۱۶ این گونه را توصیف و بررسی کرد.